# Z-перетворення
Z-перетворенням (перетворенням Лорана) називають згортання вихідного сигналу, заданого послідовністю дійсних чисел у часовій області, в аналітичну функцію комплексної частоти. Якщо сигнал являє імпульсну характеристику лінійної системи, то коефіцієнти Z-перетворення показують відгук системи на комплексні експоненти {\displaystyle E(n)=z^{-n}=r^{-n}e^{-i\omega n}}, тобто на гармонійні осциляції з різними частотами і швидкостями наростання / загасання.

## Визначення
Дискретна функція {\displaystyle x(t)} є функцією, яка визначена у дискретні моменти часу {\displaystyle t=lT\,\,(l=0,1,2,...).}Таку функцію можна записати у вигляді {\displaystyle x[lT],} де {\displaystyle t} - неперервна змінна. Ця функція {\displaystyle x[lT]} характеризується тим, що вона визначається неперервною функцією (неперервного аргументу) {\displaystyle x(t)} й примає її значення у моменти {\displaystyle t=lT\,\,(l=0,1,2,...).} Така функція називається ґратчастою функцією. Крім того, використовуєтьс зміщена ґратчаста функція {\displaystyle x[(l+\varepsilon )T]\,\,(0<\varepsilon <1),} яка приймає значення неперервної функції у моменти {\displaystyle t=(l+\varepsilon )T\,\,(l=0,1,2,...).}
{\displaystyle z}-перетворення - це співвідношення
{\displaystyle X(z)=\sum _{l=0}^{\infty }x[lT]z^{-l},}
яке ставить у відповідність дискретній функції {\displaystyle x[lT]} функцію комплексної змінної {\displaystyle X(z).} При цьому {\displaystyle x[lT]} називається оригіналом, а {\displaystyle X(z)} - зображенням або {\displaystyle z}-зображенням.
{\displaystyle z}-перетворення також умовно записується у вигляді
{\displaystyle X(z)=Z\{x[lT]\},}
а зворотне {\displaystyle z}-перетворення - у вигляді
{\displaystyle x[lT]=Z^{-1}\{X(z)\}.}
{\displaystyle z}-перетворення із зміщеною ґратчастою функцією {\displaystyle x[(l+\varepsilon )T]z^{-l},} тобто співвідношення
{\displaystyle X(z,\varepsilon )=\sum _{l=0}^{\infty }x[(l+\varepsilon )T]z^{-1},}
називають модифікованим {\displaystyle z}-перетворенням. Це перетворення також записується у вигляді
{\displaystyle X(z,\varepsilon )=Z\{x[(l+\varepsilon )T]\}=Z^{\varepsilon }\{x[lT]\}.}
Наприклад, нехай потрібно визначити {\displaystyle z}-зображенням зміщеної ґратчастої функції {\displaystyle x[lT]=1[lT]} та зміщеної ґратчастої функції {\displaystyle x[(l+\varepsilon )T]=1[(l+\varepsilon )T].} Оскільки за усіх {\displaystyle l\geq 0\quad 1[lT]=1[(l+\varepsilon )T]=1,} то
{\displaystyle X(z)=X(z,\varepsilon )=\sum _{l=0}^{\infty }z^{-l}.}
По формулі нескінченно спадаючої геометричної прогресії
{\displaystyle Z\{1[lT]\}=Z\{1[(l+\varepsilon )T]\}={\frac {1}{1-z^{-1}}}={\frac {z}{z-1}}\quad (|z|>1).}

### Властивості
- існують додатні числа {\displaystyle M} та {\displaystyle q} такі, що {\displaystyle |x[lT]|<Mq^{t}\quad (\forall l\geq 0);}
- {\displaystyle x[lT]=0\quad (\forall l<0).}

Перша властивість є необхідною для існування області збіжності ряду у правій частині, а друга властивість використовується для виводу деяких властивостей {\displaystyle z}-перетворення. Функції, які задовільняють вказаним двом властивостям, називають функціями-оригіналами.
1. Лінійність. Модифіковане {\displaystyle z}-перетворення від лінійної комбінації дискретних функцій дорівнює лінійній комбінації їх модифікованих {\displaystyle z}-перетворень: {\displaystyle Z{\begin{Bmatrix}\sum _{i=1}^{n}a_{i}x_{i}[(l+\varepsilon )T]\end{Bmatrix}}=\sum _{i=1}^{n}a_{i}Z\{x_{i}[(l+\varepsilon )T]\}.}Тут {\displaystyle a_{i}\quad (i={\overline {1,n}})} - константи.
2. Запізнювання. Модифіковане {\displaystyle z}-перетворення від функції із запізнюваним аргументом {\displaystyle x[(l-m)T]} визначається як: {\displaystyle Z^{\varepsilon }\{x[(l-m)T]\}=z^{-m}Z^{\varepsilon }\{x[lT]\}=z^{-m}X(z,\varepsilon ).}
3. Випередження. Модифіковане {\displaystyle z}-перетворення від функції із випереджуючим аргументом {\displaystyle x[(l+m)T]} визначається як: {\displaystyle Z^{\varepsilon }\{x[(l+m)T]\}=z^{m}{\begin{bmatrix}X(z,\varepsilon )-\sum _{k=0}^{m-1}x[(x+\varepsilon )T]z^{-k}\end{bmatrix}}.}Якщо {\displaystyle x[\varepsilon T]=x[(1+\varepsilon )T]=...=x[(m-1+\varepsilon )T]=0}(початкові умови нульові), то {\displaystyle Z^{\varepsilon }\{x[(l+m)T]\}=z^{m}X(z,\varepsilon ).}
4. Згортання. Добуток зображень {\displaystyle X_{1}(z,\varepsilon )} та {\displaystyle X_{2}(z,\varepsilon )} дорівнює {\displaystyle z}-перетворенню від згортання їх оригіналів {\displaystyle x_{1}[(l+\varepsilon )T]} та {\displaystyle x_{2}[(l+\varepsilon )T]}:  {\displaystyle X_{1}(z,\varepsilon )X_{2}(z,\varepsilon )=Z\{\sum _{k=0}^{l}x_{1}[(k+\varepsilon )T]x_{2}(l-k+\varepsilon )T\}=Z\{\sum _{k=0}^{l}x_{2}[(k+\varepsilon )T]x_{1}[(l-k+\varepsilon )T]\}.}
5. Межеві значення. Початкове значення ґратчастої функції {\displaystyle x[lT]} по її звичайному та модифікованому {\displaystyle z}-зображенню визначається як: {\displaystyle x[\varepsilon T]=\lim _{z\rightarrow \infty }X(z,\varepsilon ),\quad x[0]=\lim _{z\rightarrow \infty }X(z).} Границя {\displaystyle z(\infty )=\lim _{l\rightarrow \infty }x[lT]} за умови, що вона існує, визначається як: {\displaystyle x(\infty )=\lim _{z\rightarrow 1}(z-1)X(z,\varepsilon )=\lim _{z\rightarrow 1}(z-1)X(z).}

Z-перетворення, як і багато інтегральних перетворень, може бути як одностороннє, так і двостороннє.

### Двостороннє Z-перетворення
Двостороннє Z-перетворення X (z) дискретного часового сигналу x [n] задається як:
{\displaystyle X(z)=Z\{x[n]\}=\sum _{n=-\infty }^{\infty }x[n]z^{-n}}.
де n — ціле, z — комплексне число.
{\displaystyle z=Ae^{j\varphi }},
де A — амплітуда, а {\displaystyle \varphi } — кутова частота (у радіанах на відлік)

### Одностороннє Z-перетворення
У випадках, коли x [n] визначена тільки для {\displaystyle n\geqslant 0}, одностороннє Z-перетворення задається як:
{\displaystyle X(z)=Z\{x[n]\}=\sum _{n=0}^{\infty }x[n]z^{-n}}.

## Зворотне Z-перетворення
Зворотне Z-перетворення визначається, наприклад, так:
{\displaystyle x[n]=Z^{-1}\{X(z)\}={\frac {1}{2\pi j}}\oint \limits _{C}X(z)z^{n-1}\,dz},
де C — контур, що охоплює область збіжності X (z). Контур повинен містити всі відрахування X (z).
Поклавши в попередній формулі {\displaystyle z=re^{j\varphi }}, отримаємо еквівалентне визначення: {\displaystyle x[n]={\frac {r^{n}}{2\pi }}\int \limits _{-\pi }^{\pi }X(re^{j\varphi })e^{jn\varphi }\,d\varphi .}

## Таблиця деяких Z-перетворень
Позначення:
- {\displaystyle \theta [n]} --- функція Гевісайда.
- {\displaystyle \delta [n]} --- дельта-функція Дірака.

|    | Сигнал, {\displaystyle x[n]}                        | Z-перетворення, {\displaystyle X(z)}                                                          | Область збіжності             |
| -- | --------------------------------------------------- | --------------------------------------------------------------------------------------------- | ----------------------------- |
| 1  | {\displaystyle \delta [n]\,}                        | {\displaystyle 1\,}                                                                           | {\displaystyle \forall z\,}   |
| 2  | {\displaystyle \delta [n-n_{0}]\,}                  | {\displaystyle {\frac {1}{z^{n_{0}}}}}                                                        | {\displaystyle z\neq 0\,}     |
| 3  | {\displaystyle \theta [n]\,}                        | {\displaystyle {\frac {z}{z-1}}}                                                              | {\displaystyle \|z\|>1\,}     |
| 4  | {\displaystyle a^{n}\theta [n]\,}                   | {\displaystyle {\frac {1}{1-az^{-1}}}}                                                        | {\displaystyle \|z\|>\|a\|\,} |
| 5  | {\displaystyle na^{n}\theta [n]\,}                  | {\displaystyle {\frac {az^{-1}}{(1-az^{-1})^{2}}}}                                            | {\displaystyle \|z\|>\|a\|\,} |
| 6  | {\displaystyle -a^{n}\theta [-n-1]\,}               | {\displaystyle {\frac {1}{1-az^{-1}}}}                                                        | {\displaystyle \|z\|<\|a\|\,} |
| 7  | {\displaystyle -na^{n}\theta [-n-1]\,}              | {\displaystyle {\frac {az^{-1}}{(1-az^{-1})^{2}}}}                                            | {\displaystyle \|z\|<\|a\|\,} |
| 8  | {\displaystyle \cos(\omega _{0}n)\theta [n]\,}      | {\displaystyle {\frac {1-z^{-1}\cos(\omega _{0})}{1-2z^{-1}\cos(\omega _{0})+z^{-2}}}}        | {\displaystyle \|z\|>1\,}     |
| 9  | {\displaystyle \sin(\omega _{0}n)\theta [n]\,}      | {\displaystyle {\frac {z^{-1}\sin(\omega _{0})}{1-2z^{-1}\cos(\omega _{0})+z^{-2}}}}          | {\displaystyle \|z\|>1\,}     |
| 10 | {\displaystyle a^{n}\cos(\omega _{0}n)\theta [n]\,} | {\displaystyle {\frac {1-az^{-1}\cos(\omega _{0})}{1-2az^{-1}\cos(\omega _{0})+a^{2}z^{-2}}}} | {\displaystyle \|z\|>\|a\|\,} |
| 11 | {\displaystyle a^{n}\sin(\omega _{0}n)\theta [n]\,} | {\displaystyle {\frac {az^{-1}\sin(\omega _{0})}{1-2az^{-1}\cos(\omega _{0})+a^{2}z^{-2}}}}   | {\displaystyle \|z\|>\|a\|\,} |